# 大日本茶道学会

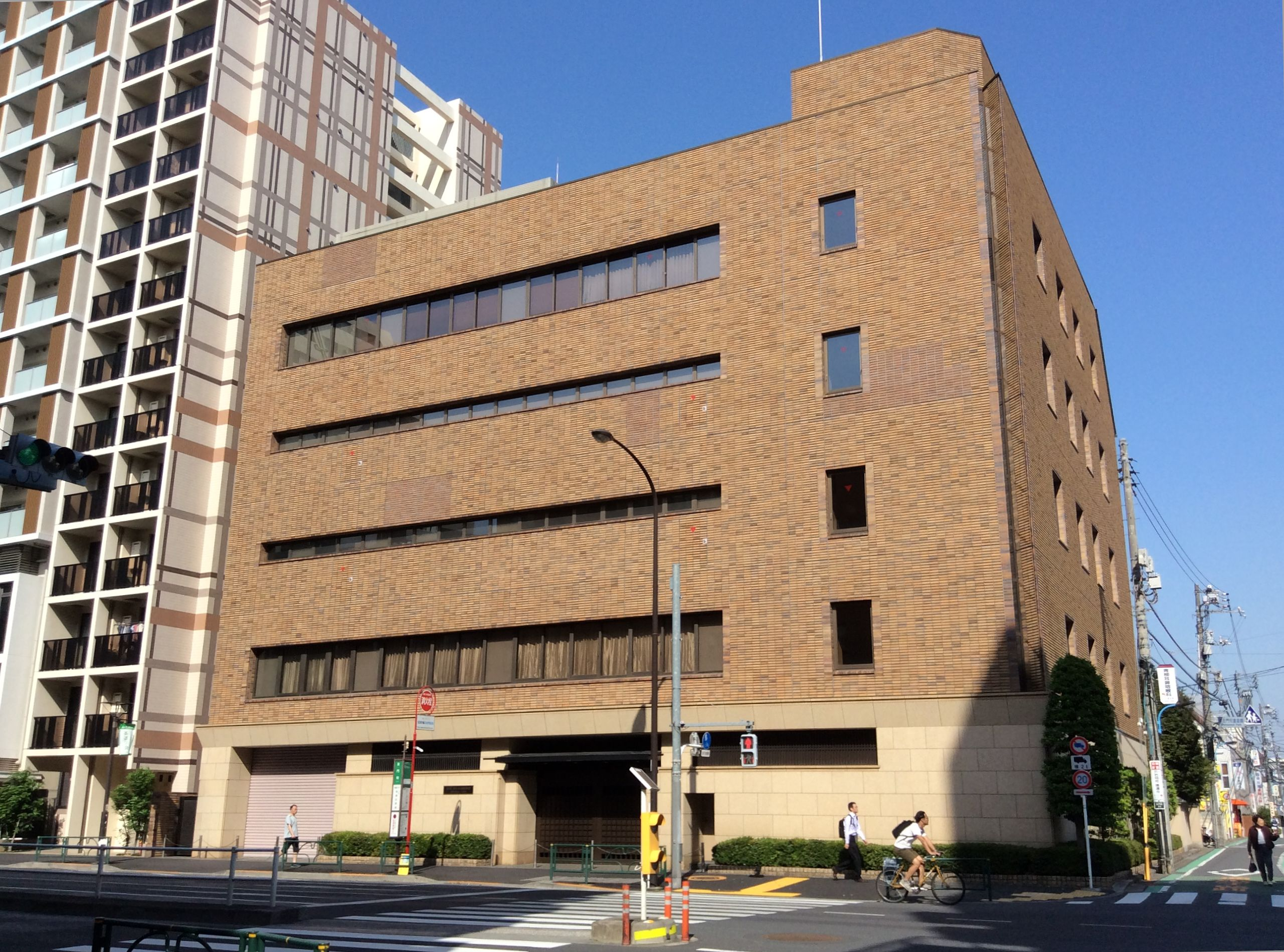
大日本茶道学会（2018年4月22日撮影）

大日本茶道学会（だいにほんちゃどうがっかい ）は、茶道の流派の一つ。運営の主体は財団法人三徳庵であり、東京都新宿区左門町にある。
「秘伝開放」「茶道本来無流儀」を掲げ、近代茶道の復興を目指した。

## 歴史
1898年、裏千家13代圓能斎の門人であった田中仙樵の提唱により、初代会長に鳥尾小弥太を迎え京都高台寺に創立された。明治維新後の社会の変革によって新しい世の中になっても、茶道だけは以前の封建時代の流儀を残し、制約が多く、ほとんどの流儀が茶道に関する本の出版を禁止していた。このため過ちの多い口伝の伝承に頼らざるを得ず、また有閑階級、特権階級のみを対象とすることなどの弊害が数多くあった。この会の出来た理由は、そもそも利休の時代までは流儀は存在しなかったことから「茶道本来無流儀」をかかげ、流儀をこえて定期的に会合し、自由に茶道に関する研究を行うためであった。しかしわずか3年後の1901年に解散し、田中仙樵は石州流清水派の野崎兎園に入門して南方録墨引巻にある曲尺割（かねわり）の研究に取り組む。鳥尾の没後の1910年になってから、鳥尾の夫人である鳥尾泰子を第2代会長に迎えて東京市浅草区に再興される。本部は移転を数回繰り返し、田中仙樵が1930年に第3代会長に就任した後、1938年に現在地に移転した。

## 特徴
茶道を研究し合う集合体であるので、会と称し、家元は会長と称する。理論的、学問的に茶道の研究をすすめ、茶道の精神を研究・実践し、そして広く他流儀の茶人と交流し、それぞれの優れたところを学び合い茶道の発展に貢献するのが会の目的である。このことから流儀に捕われないといういわれもあり、「会」という形態を現在も伝承している。

## 顕彰
大日本茶道学会では、顕彰制度として茶道文化学術賞と茶道文化学術奨励賞を創設している。双方とも、前年に発表された茶道文化研究についての書籍、論文を対象とした学術賞である。茶道文化学術賞は、茶道文化の研究に大きな貢献をしたと認められ、研究を大成させた者の代表作と認められる作品に対して授与される。それに対して、茶道文化学術奨励賞は、茶道文化の研究に大きな貢献をしたと認められ、今後の茶道文化の研究を進展させると認められる作品に対して授与される。

## 会長一覧
| 代 | 名         | 生没年月日                    | 備考               |
| -- | ---------- | ----------------------------- | ------------------ |
| 初 | 鳥尾小弥太 | 1848年1月10日 - 1905年4月13日 |                    |
| 二 | 鳥尾泰子   | 1856年6月17日 - 1944年9月23日 | 小弥太の夫人       |
| 三 | 田中仙樵   | 1875年9月3日 - 1960年10月6日  |                    |
| 四 | 田中仙翁   | 1928年4月7日 - 2017年5月31日  | 仙樵の孫           |
| 五 | 田中仙堂   | 1958年 -                      | 仙翁の長男、現会長 |